# Alternative für Deutschland
Alternative für Deutschland (abbreviato in AfD; lett. "Alternativa per la Germania") è un partito politico tedesco di estrema destra. Attualmente, l'AfD è considerato un partito nazionalista tedesco, nazional-conservatore, euroscettico e anti-immigrazione. Dal 2017, l'AfD si è mostrato sempre più disponibile a lavorare con gruppi di estrema destra come Pegida.
Fondato nel febbraio 2013, l'AfD ha mancato di poco la soglia di sbarramento del 5% per sedere nel Bundestag durante le elezioni federali in Germania del 2013. Alle elezioni europee del 2014 in Germania il partito ha ottenuto sette europarlamentari, che hanno aderito al Gruppo dei Conservatori e dei Riformisti Europei. Successivamente si è assicurato la rappresentanza in 14 dei 16 parlamenti degli stati federati della Germania nell'ottobre 2017 e nelle elezioni federali dello stesso anno l'AfD è diventato il terzo partito più grande del paese, dopo aver vinto 94 seggi nel Bundestag, ottenendo per la prima volta rappresentanza al parlamento federale. Il partito è presieduto da Jörg Meuthen e Tino Chrupalla; i suoi principali candidati alle elezioni del 2017 erano il co-vicepresidente dell'AfD Alexander Gauland e Alice Weidel, che ora è il leader del gruppo del partito nel Bundestag.
Il partito si è presentato nei suoi primi anni come un movimento euroscettico moderato e conservatore di centro-destra. Ha poi ampliato le sue ideologie per includere l'opposizione all'immigrazione, all'Islam, all'Unione europea, e si è gradualmente spostato verso l'estrema destra. Alcune fazioni interne dell'AfD hanno tendenze razziste, islamofobe, antisemite, xenofobe e identitarie e sono state accusate di legami col neonazismo. Nonostante questo, i leader del partito hanno negato le accuse di razzismo.
Nel marzo 2020, l'Ufficio federale per la protezione della Costituzione (BfV) ha classificato la fazione "Der Flügel", interna all'AfD, come «una organizzazione estremista di destra avversa all'ordine di base liberal democratico [...] perciò non compatibile con la legge fondamentale della Repubblica Federale di Germania» e quindi attualmente posta sotto sorveglianza dell'intelligence.
Il 2 maggio 2025, il BfV dichiara AfD un’organizzazione di estrema destra che potrebbe minacciare la sicurezza e la stabilità della democrazia.

## Storia

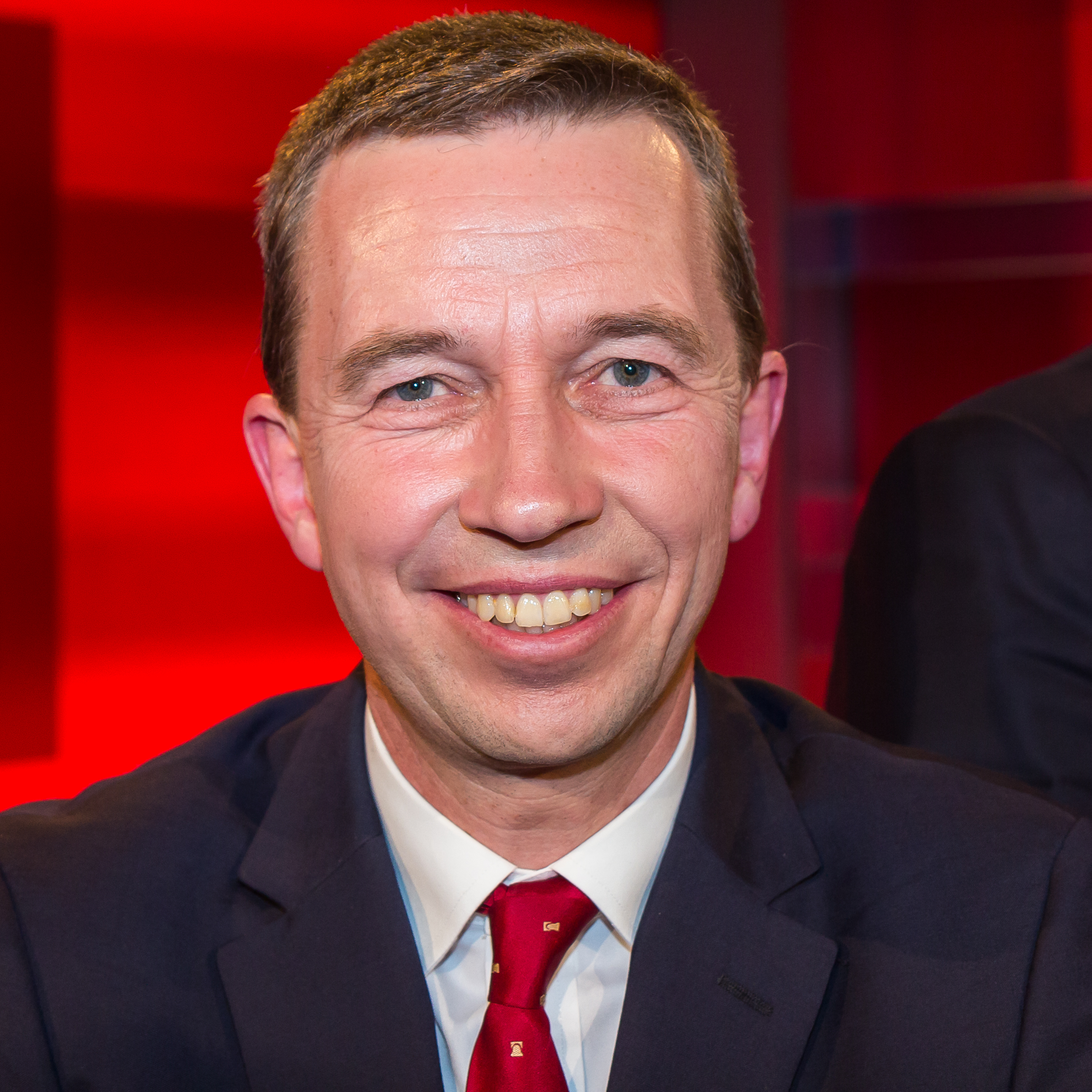
Bernd Lucke, fondatore del partito

L'AfD è stato fondato nel febbraio 2013 da Bernd Lucke, Alexander Gauland ed ex membri dell'Unione Cristiano-Democratica di Germania (CDU) per opporsi alle politiche della zona euro.
Alle elezioni federali del 2013 l'AfD ottiene 2 056 985 voti, pari al 4,70%, non riuscendo, quindi, per poco a superare la soglia di sbarramento del 5% al Bundestag. Stessa sorte alle regionali in Assia, dove si ferma al 4%.
Alle successive elezioni europee del 2014 ottiene il 7,1% con sette eurodeputati, poi iscrittisi al Gruppo dei Conservatori e dei Riformisti Europei. Sempre nel 2014 AfD ottiene il 9,7% alle regionali in Sassonia, il 10,6% in Turingia e il 12,2% nel Brandeburgo.
Il 4 luglio 2015 al congresso di Essen, Frauke Petry viene eletta a maggioranza assoluta leader del partito, ma l'8 luglio il fondatore Lucke lascia il partito dal momento che non condivide i toni populisti del nuovo segretario secondo lui troppo vicini al movimento antislamista Pegida. Il 19 luglio Lucke fonderà il partito Alternativa per il Progresso e Rinnovamento assieme a 5 europarlamentari dell'AfD. A seguito del cambio di rotta un deputato, Markus Pretzell, aderisce al nuovo gruppo europarlamentare Europa delle Nazioni e della Libertà, guidato dal Front National di Marine Le Pen, un altro deputato invece, Beatrix von Storch, aderisce al gruppo Europa della Libertà e della Democrazia Diretta.
Alle elezioni regionali del 2015 AfD ottiene il 6,1% ad Amburgo e il 5,5% a Brema. Nelle elezioni regionali del 2016 AfD ottiene buoni risultati in termini elettorali: nel Baden-Württemberg AfD diventa il terzo partito ottenendo il 15,1% dei consensi, nella Renania-Palatinato ottiene il 12,6% mentre nella Sassonia-Anhalt si colloca al secondo posto ottenendo il 24,2% dei suffragi. Buoni risultati anche in Meclemburgo-Pomerania Anteriore con il 20,8%, dove è arrivato secondo dietro all'SPD, e nel Land di Berlino con il 14,1%.
Nel 2017 ottiene il 6,2% alle regionali nel Saarland (3 seggi), il 5,9% nello Schleswig-Holstein (5 seggi), il 7,4% nel Nordreno-Vestfalia (16 seggi) e il 6% in Bassa Sassonia (9 seggi). Alla conferenza nazionale di aprile l'assemblea boccia la svolta centrista proposta dalla leader Petry che, incinta del quinto figlio, annuncia quindi la sua indisponibilità a guidare il partito alle legislative di settembre.

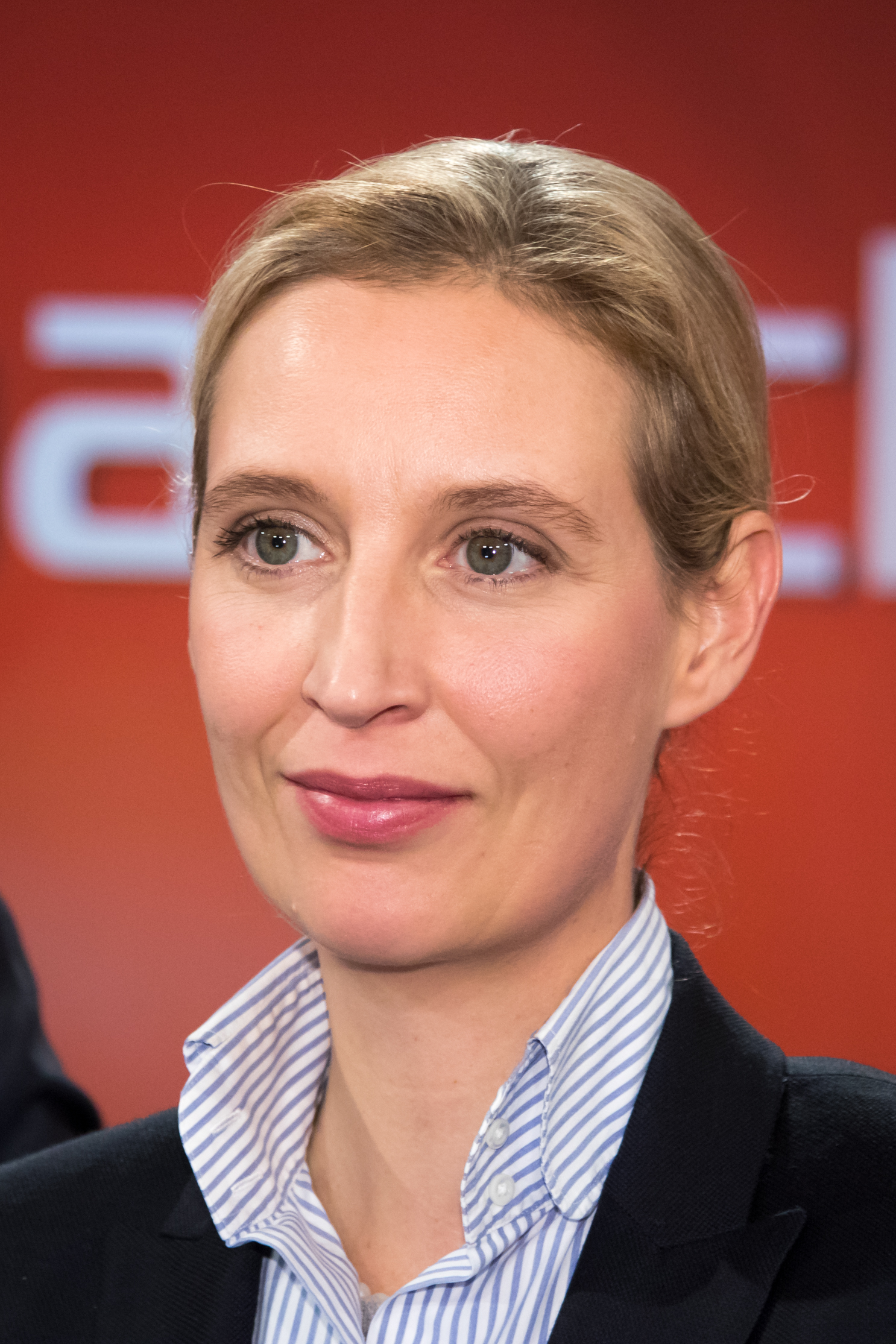
Alice Weidel, candidata cancelliera dell'AfD alle elezioni tedesche del 2017

Quindi il partito sceglie come candidato cancelliere Alice Weidel, eletta leader con il 67,7% dei voti, insieme al vicepresidente Alexander Gauland.
Alle elezioni federali in Germania del 2017 AfD si colloca al terzo posto con il 12,64% e ben 94 deputati, e per la prima volta il partito entra in parlamento. Nell'occasione la presidente del partito Frauke Petry annuncia che non sarebbe entrata nel gruppo parlamentare a causa dei contrasti con l'ala estremista formata da Alice Weidel e Alexander Gauland (i due capilista). Pochi giorni dopo, il 29 settembre, Petry lascia il partito, per fondare il nuovo Die Blaue Partei, poi sciolto il 31 dicembre 2019.
Nel 2018 AfD ottiene il 10,2% alle regionali in Baviera e il 13,1% in Assia. Durante l'Assemblea di partito nel gennaio 2019, Afd sceglie una linea più moderata per le imminenti elezioni europee, abbandonando l'originale idea di lasciare l'Unione europea e aprendo invece al dialogo per "cambiarla". Avviene quindi una scissione da parte dell'ala più estrema del partito che avente come leader André Poggenburg confluisce in Aufbruch deutscher Patrioten.
Alle europee del 2019 il partito prende l'11%, ottenendo 11 seggi al Parlamento europeo e aderisce al nuovo gruppo parlamentare Identità e Democrazia. Sempre nel 2019 AfD ottiene il 6,1% a Brema, il 23,5% in Brandeburgo, il 27,5% in Sassonia e il 23,4% in Turingia, registrando nei tre Länder orientali un notevole exploit rispetto alle elezioni precedenti.
A maggio 2020 erano 34 023 gli iscritti al partito. Alle elezioni regionali del 2020 AfD ottiene il 5,3% ad Amburgo. Alle elezioni federali del 2021, il partito ha perso 11 seggi e ne ha ottenuti 83, divenendo il penultimo partito per numero di seggi tra quelli rappresentati nel Bundestag.
Dopo anni di non affiliazione a nessun partito politico europeo, dal 13 settembre 2023 AfD aderisce al partito Identità e Democrazia.
Il giorno 23 maggio 2024 tuttavia il partito tedesco è stato espulso dal gruppo Identità e Democrazia a causa della frattura consumatasi in seguito a varie divergenze che perdurano da tempo e dei recenti scandali nei quali il partito è direttamente coinvolto.

## Ideologia
Il movimento nazionalista viene fondato con lo scopo di raccogliere il crescente sentimento euroscettico tra l'elettorato tedesco in vista delle elezioni federali del 2013: il partito propone l'indizione di referendum popolari per approvare il recupero di sovranità in favore degli stati membri dell'Unione Europea, l'uscita dall'Euro della Germania e la possibilità di creare unioni monetarie alternative e parallele.
Sui temi etici l'AfD è nettamente conservatore, disapprovando il matrimonio omosessuale così come le adozioni per coppie dello stesso sesso (nonostante la leader Alice Weidel sia lesbica e con due figli adottivi), si oppone all'aborto, è contro le politiche di gender mainstreaming, come ad esempio l'incentivazione delle quote rosa, l'equiparazione tra i sessi e le cattedre universitarie sugli studi di genere.
Dal maggio del 2015, a seguito dell'aggravamento della crisi europea dei migranti, l'AfD si è diviso in due fazioni: la prima, guidata dalla leader Frauke Petry, più favorevole alla revisione, in senso restrittivo, della legislazione in materia di diritto di asilo; la seconda, invece, guidata da Bernd Lucke, incentrata sulle tematiche economiche, è fuoriuscita dal partito ed ha fondato il nuovo movimento "Allianz für Fortschritt und Aufbruch" (Alleanza per il Progresso ed il Rinnovamento). È contrario alla politica dei confini aperti promossi dal governo Merkel III. Riguardo all'ambiente, il partito nega l'esistenza del cambiamento climatico e del riscaldamento globale. In politica estera, l'AfD è a favore della NATO, degli Stati Uniti d'America e sostiene apertamente lo Stato d'Israele. Infine, sostiene la necessità di buoni rapporti con la Russia, e pertanto si è opposta alle sanzioni imposte alla Russia dall'Unione europea.
Il partito è stato accusato di antisemitismo, di razzismo e di ridurre le responsabilità della Germania nazista negando l'Olocausto.

## Struttura

### Portavoce
I portavoce federali sono paragonabili ai presidenti di partito di altri partiti.
| Periodo   | Portavoce    | Portavoce         | Portavoce   |
| --------- | ------------ | ----------------- | ----------- |
| 2013-2015 | Bernd Lucke  | Frauke Petry      | Konrad Adam |
| 2015-2017 | Jörg Meuthen | Frauke Petry      | -           |
| 2017-2019 | Jörg Meuthen | Alexander Gauland | -           |
| 2019-2022 | Jörg Meuthen | Tino Chrupalla    | -           |
| Dal 2022  | Alice Weidel | Tino Chrupalla    | -           |

### Iscritti
- 2021: 30 776[55]
- 2023: 41 000[56]

## Risultati delle elezioni

### Parlamento federale (Bundestag)
| Anno | # voti nei collegi uninominali | # voti nella lista di partito | % voti della lista di partito | # dei seggi complessivi vinti | +/− | Note                               |
| ---- | ------------------------------ | ----------------------------- | ----------------------------- | ----------------------------- | --- | ---------------------------------- |
| 2013 | 810 915                        | 2 056 985                     | 4,7                           | 0 / 630                       | /   | Soglia di sbarramento non superata |
| 2017 | 5 317 499                      | 5 878 115                     | 12,6                          | 94 / 709                      | 94  |                                    |
| 2021 | 4 694 017                      | 4 802 097                     | 10,3                          | 83 / 735                      | 11  |                                    |
| 2025 | 10 175 438                     | 10 327 148                    | 20,8                          | 152 / 630                     | 69  |                                    |

### Parlamento europeo
| Anno | # dei voti complessivi | % di voti complessiva | # dei seggi vinti | +/− | Note |
| ---- | ---------------------- | --------------------- | ----------------- | --- | ---- |
| 2014 | 2 070 014              | 7,1                   | 7 / 96            | 7   |      |
| 2019 | 4 104 453              | 11                    | 11 / 96           | 4   |      |
| 2024 | 6 324 008              | 15,9                  | 15 / 96           | 4   |      |